# Drávafok
Drávafok là một thị trấn thuộc hạt Baranya, Hungary. Thị trấn này có diện tích 23,9 km², dân số năm 2010 là 508 người, mật độ 21 người/km².